# Hudcovce
Hudcovce (in ungherese Hegedűsfalva, in tedesco Pfeiffersbach) è un comune della Slovacchia facente parte del distretto di Humenné, nella regione di Prešov.
Fu citato per la prima volta nei documenti storici nel 1467 quando qui la giustizia veniva amministrata secondo il diritto germanico. All'epoca il villaggio apparteneva alla Signoria di Humenné che lo detenne fino al 1656. Successivamente passò ai Szirmay e nel XIX secolo agli Hadiuk-Barkóczi.